# Fjölnir (revue)
Pour les articles homonymes, voir Fjölnir.

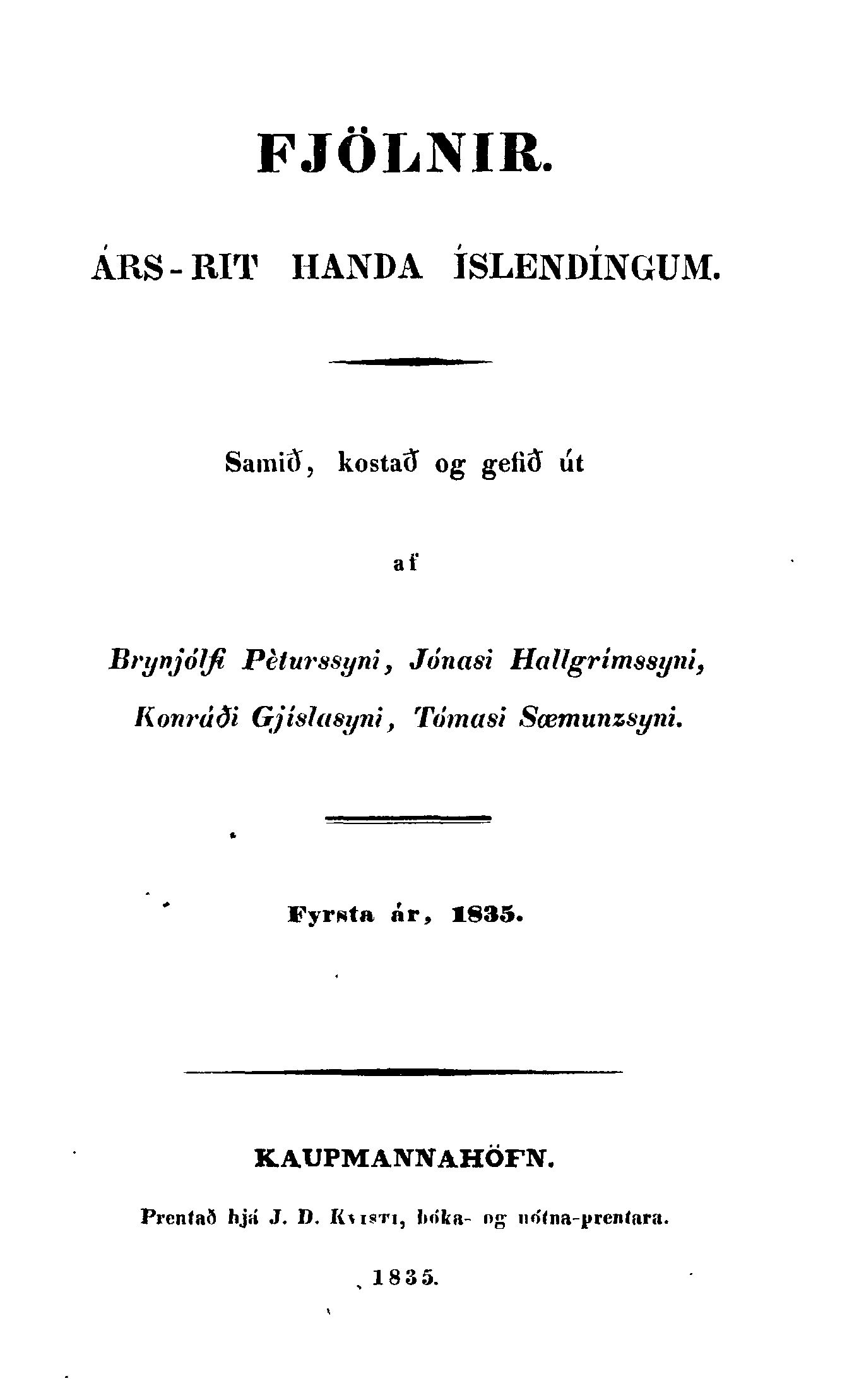
Première page du premier numéro de Fjölnir, 1835. Le sous-titre indique "Une Revue Annuelle pour les Islandais".

Fjölnir était une revue en islandais publiée chaque année à Copenhague entre 1835 et 1847.

## Histoire
Elle fut fondée en 1835 par les "Fjölnismenn" (littéralement : "Hommes de Fjölnir"), quatre jeunes intellectuels islandais, Jónas Hallgrímsson, Konráð Gíslason, Brynjólfur Pétursson et Tómas Sæmundsson, qui avaient pour ambition de raviver le sentiment national en Islande, dans le but d'accroître le soutien envers le mouvement indépendantiste islandais.
Tous les quatre étaient Islandais, et ont fait leurs études à la Bessastaðir (à l'époque la seule véritable école secondaire en Islande) et à l'université de Copenhague. Jusqu'en 1838, tous les quatre étaient contributeurs de la revue. Le cinquième numéro est imprimé à Viðey, publié (et financé) par Tómas Sæmundsson, qui à ce moment-là était revenu vivre en Islande. La revue n'est ensuite plus publiée pendant cinq ans, le scientifique Jónas Hallgrímsson étant notamment très occupé par sa recherche. Un nouveau numéro paraît en 1843, mais deux cercles (Fjölnisfélagið et Nokkrir Íslendingar) prennent les rênes de la publication, emmenés par Gísli Magnússon et ensuite par Halldór Kr. Friðriksson.
Le dernier numéro paraît en 1847. Il est dédié à la mémoire de Jónas Hallgrímsson, mort au printemps précédent.
Fjölnir fut un instrument clef de l'introduction du romantisme dans la littérature et la poésie islandaise. Une grande partie des poèmes de Jónas Hallgrímsson furent d'abord publiés dans la revue. Elle fut aussi le fer de lance du renouveau du sentiment nationaliste en Islande, et de sa conscience culturelle et linguistique (à la fin du XIXe siècle, une grande campagne de ré-islandisation de la langue fut entreprise, éliminant un grand nombre de mots d'emprunt et les remplaçant par des terminologies islandaises équivalentes. Aujourd'hui encore, l'islandais est une langue au développement très encadrée par les autorités islandaises). La revue fut reçue avec un sentiment mitigé par le public islandais, en partie à cause de nouvelles conventions orthographiques extravagantes, et l'aspect élitiste du milieu intellectuel représenté par les quatre jeunes hommes. Néanmoins, son influence immédiate sur le climat politique de l'époque et son influence durable sur le renouveau de la langue islandaise comme langue littéraire fut considérable.